# Teoria stocurilor
În cercetarea operațională, teoria stocurilor studiază, cu ajutorul unor modele matematice, procesele economice de stocare în vederea adoptării unei decizii de menținere a unui inventar optimizat de mărfuri.
Este o ramură de matematică aplicată la un fenomen economic pentru a găsi optimul acestei activități (deoarece nu există o axiomatizare specifică și nici teoreme proprii). Teoria stocurilor studiază cele mai reprezentative modele din această categorie. De asemenea, își propune formularea unor metode de cercetare operațională aplicabile tuturor modelelor particulare de stocare.